# Liesbeth van Tongeren
Liesbeth van Tongeren (Vlaardingen, 31 maart 1958) is een Nederlands voormalig GroenLinks-politica en bestuurster.

## Levensloop

### Studie
Alhoewel ze geboren werd in Vlaardingen, groeide Van Tongeren op in Almelo. Haar vader was docent op een LTS en haar moeder verpleegster. Tijdens haar middelbareschooltijd had ze bijbaantjes, onder andere als docent volksdans op een camping, bij een bloedtransfusiedienst en in een slagerij. Ze ging in 1976 rechten studeren in Amsterdam, als enige van haar familie. Van Tongeren haalde in 1978 aan de Vrije Universiteit Amsterdam haar kandidaatsexamen rechten. Daarna studeerde ze internationaal recht aan de Universiteit van Amsterdam. In 1983 rondde zij haar doctoraal af.

### Australië
Vanaf mid jaren ‘80 woonde zij, samen met haar vriend uit haar studietijd, in Australië. Daar was ze vrijwilliger en gaf ze leiding aan verschillende maatschappelijke instellingen: organisaties die zich inzetten voor daklozen, vluchtelingen en mishandelde vrouwen. Dat laatste centrum richtte ze zelf op en daar hield ze zich ook bezig met conflictbemiddeling. Ook was ze mede-eigenaar van een boekhandel.

### Terug in Nederland
In 1991 keerde ze terug naar Nederland en werkte in 1993 voor Instituut voor Maatschappelijke en Culturele Ondersteuning van de provincie Noord-Holland. Tussen 1994 en 1997 werkte ze als directeur van de Haagse vrouwenopvang De Haven. Hierna werkte ze als senior projectadviseur Dienst Maatschappelijke Ontwikkeling van de gemeente Amsterdam en van 2001 tot 2003 als Directeur Sociale Zaken van de gemeente Purmerend. Ze heeft verder diverse bestuurlijke functies gehad.

### Directeur van Greenpeace

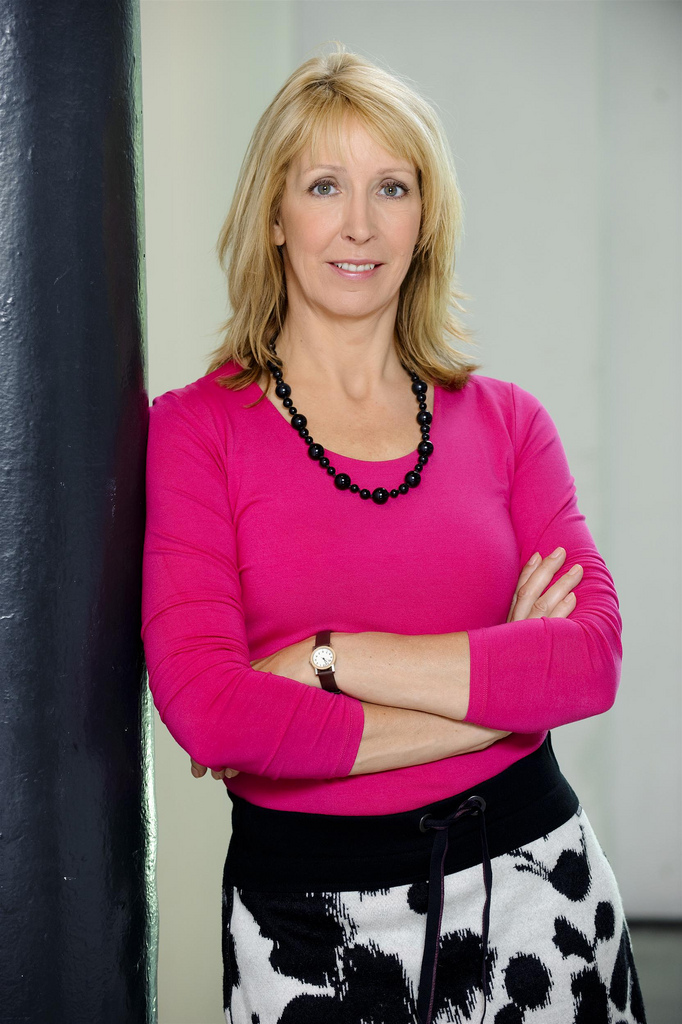
Liesbeth van Tongeren in 2010

Toen Van Tongeren solliciteerde bij Greenpeace had ze geen ervaring met milieu. In 2003 begon Van Tongeren als directeur van de Nederlandse afdeling van Greenpeace. Zij was onder meer betrokken bij een actie waarbij basaltblokken in de Noordzee werden gegooid in een poging om overbevissing te voorkomen. Bij een andere actie, tijdens het uitdelen van folders bij de Hofvijver, werd zij door de politie opgepakt. Uiteindelijk werd ze vrijgesproken. Voor haar werk bij Greenpeace werd zij opgenomen in de "Duurzame 100" van het dagblad Trouw. Ook was ze bestuurslid van de Europese lobbyorganisatie van Greenpeace International. In 2009 werd ze door Opzij uitgeroepen tot de op vijf na machtigste vrouw van Nederland in de categorie Goede Doelen.

### Tweede Kamerlid
Voor de Tweede Kamerverkiezingen in 2010 werd Van Tongeren door het partijcongres op plek 6 van de kandidatenlijst van GroenLinks gezet. Zij was sinds deze verkiezingen lid van de Tweede Kamer. Daar voerde zij het woord over klimaat, energie, milieu, natuur en verkeer. Voor de Tweede Kamerverkiezingen in 2012 werd Van Tongeren op plek 3 gezet van de kandidatenlijst. In de kleinere Tweede Kamerfractie is ze sindsdien woordvoerder economische zaken, veiligheid, justitie infrastructuur en milieu, ook is zij lid van het presidium en vicefractievoorzitter. Ze schrijft veelvuldig opinieartikelen, bijvoorbeeld op Joop.nl en in NRC Handelsblad.
Samen met Kees Verhoeven verdedigde Van Tongeren in 2013 in de Tweede Kamer het door Ineke van Gent en D66'er Boris van der Ham ingediende wetsvoorstel dat tot doel had gemeenten zelf te laten kiezen of op zondag de winkels moesten sluiten. In 2013 verdedigde ze samen met Farshad Bashir (SP), Jacques Monasch (PvdA) en Verhoeven in de Eerste Kamer het voorstel om grote gemeenten grotere vrijheid te geven voor de aanbesteding van openbaar vervoer. Ook hier nam ze de wet over van Van Gent. In 2014 bracht Van Tongeren, samen met publicist Pepijn Vloemans een boek uit. Dit boek, Schetsen van een Nieuwe Economie, bundelt opinieartikelen van Van Tongeren en Vloemans over de groene economie. In 2015 verdedigde Van Tongeren het initiatief-wetsvoorstel dat oorspronkelijk was ingediend door Femke Halsema en tot doel had grondwettelijke toetsing mogelijk te maken in tweede lezing in de Tweede Kamer.
Van Tongeren stond in 2009, 2010, 2011, 2014, 2015, 2016, 2017 en in 2018 in de duurzame 100 van Trouw. Een team dat bestond uit Paul van Meenen, Gert-Jan Segers en Van Tongeren won in 2013 De Grote Geschiedenisquiz. Uit onderzoek in 2013 bleek Van Tongeren van alle Kamerleden het vaakst actief te zijn op Twitter. In 2015 werd Van Tongeren gedeeld tweede in de uitverkiezing van Groenste Politicus door Natuurmonumenten. Op 19 november 2016 werd bekend dat Van Tongeren door de kandidatencommissie niet op de concept-lijst voor de Tweede Kamerverkiezingen 2017 was geplaatst. Van Tongeren handhaafde haar kandidatuur en deed als niet-voorgedragen kandidaat mee met het ledenreferendum van GroenLinks. De leden plaatsten haar in december op plek 6 van lijst.

### Wethouder van Den Haag
In juni 2018 verliet Van Tongeren de Tweede Kamer om wethouder Duurzaamheid, Milieu en Energietransitie en 3e locoburgemeester van Den Haag te worden, in een college gevormd door de partijen Groep de Mos, GroenLinks, VVD en D66. Iedere partij leverde twee wethouders. Het coalitieakkoord had als motto "Den Haag, Stad van Kansen en Ambities". In augustus 2021 maakte zij bekend na de gemeenteraadsverkiezingen in 2022 te stoppen als wethouder van Den Haag. Op 27 september 2022 werd er een nieuwe college geïnstalleerd in Den Haag, waardoor er een eind kwam aan haar wethouderschap.

### Loopbaan na het wethouderschap
In juli 2022 werd bekendgemaakt dat Van Tongeren in september van dat jaar plaatsvervangend voorzitter werd van de Commissie voor de milieueffectrapportage (Commissie m.e.r.). Sinds april 2023 is zij lid van de raad van commissarissen van Oost NL. Verder is zij lid van de raad van advies van de Dutch Marine Energy Centre (DMEC) en sinds 1 oktober 2023 bestuurslid van het Nationaal Groenfonds.

## Privé
Van Tongeren heeft een zoon.